# تنوره آتشفشانی

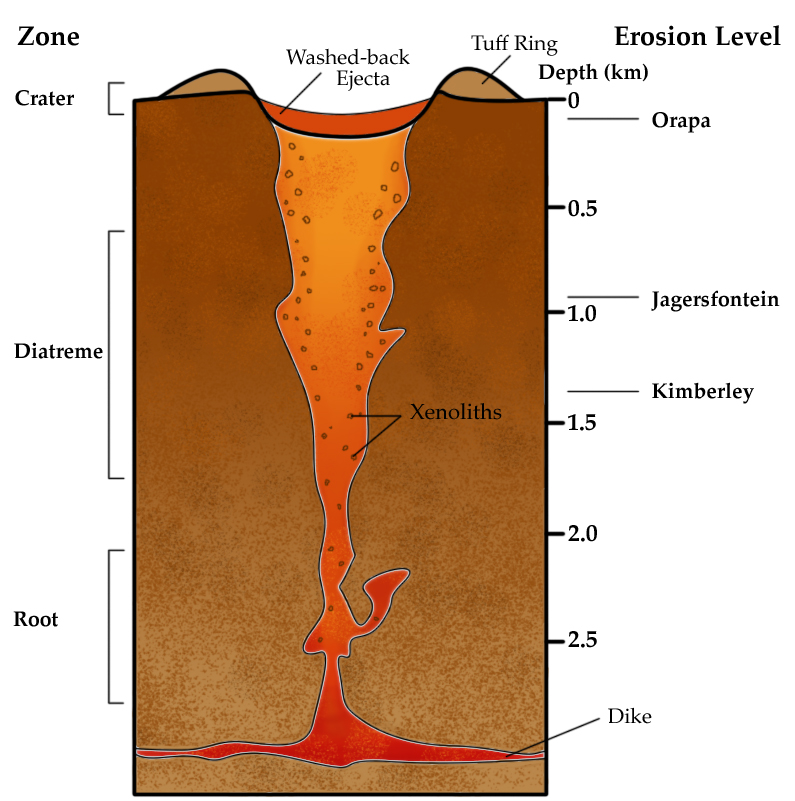
تنوره آتشفشانی

بخش‌های یک توده نفوذی ماگما:
۱. کوژسنگ (لاکولیت)
۲. آذرین‌تیغه کوچک
۳. ژرف‌سنگ (باتولیت)
۴. آذرین‌تیغه (دایک)
۵. آذرین‌لایه (سیل)
۶. تنوره آتشفشانی (پایپ)
۷. کاوسنگ (لوپولیت)

تنوره آتشفشانی (انگلیسی: Volcanic pipe) نوعی ساختمان زمین‌شناسی زیرزمینی است که بر اثر فوران شدید و با سرعت فراصوت آتشفشان‌های با منشأ عمیق پدید می‌آید. تنوره‌های آتشفشانی نوعی دالان آتشفشانی به‌شمار می‌روند. تنوره آتشفشانی از یک مخروط ژرف و باریک از ماگمای جامد تشکیل شده و معمولاً از یکی از دو نوع سنگ کیمبرلیت یا لامپروئیت پدید آمده است. این سنگ‌ها نشان‌دهنده ترکیب منابع عمیق ماگمایی در جایی است که زمین سرشار از منیزیم است. تنوره‌های آتشفشانی نسبتاً کمیاب هستند و اغلب به عنوان منابع و معادن عمده الماس شناخته شده و به همین منظور مورد معدن‌کاری قرار می‌گیرند.